# جلبان حولي
الجلبان الحولي (باللاتينية: Lathyrus annuus) نوع نباتي من جنس الجلبان ينتمي إلى الفصيلة البقولية.

## الموئل والانتشار
موطنه بلاد الشام ومصر والمغرب العربي وحوض البحر الأبيض المتوسط والقوقاز.

## مرادفات للاسم العلمي
- (باللاتينية: Lathyrus trachyspermus)